# NGC 2638
NGC 2638 je galaksija u zviježđu Risu.

## Vanjske poveznice
- SEDS: NGC 2638